# Limbile Europei

Familiile lingvistice din Europa

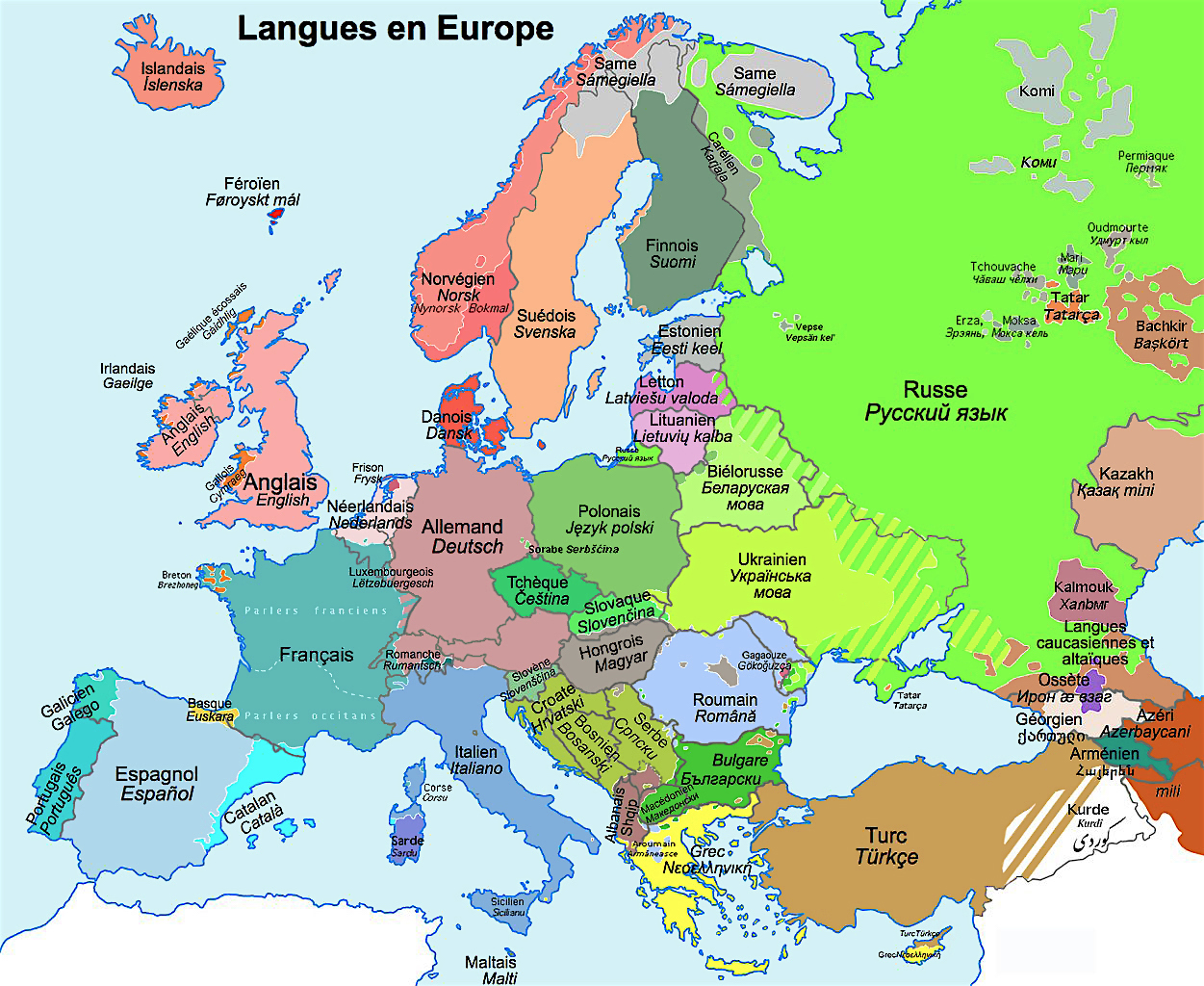
Principalele limbi vorbite în Europa

Există în jur de 225 de limbi indigene în Europa – aproximativ 3% din totalul mondial. Majoritatea limbilor Europei fac parte din una din cele trei mari familii lingvistice indo-europene: limbile romanice (dezvoltate din limba latină vorbită în Imperiul Roman), limbile germanice (dezvoltate din limba pregermanică vorbită în partea de sud a Scandinaviei) și limbile slave (dezvoltate din limba slavă veche vorbită în Ucraina actuală). Limbile uralice, printre care se numără maghiara, finlandeza și estona, au, de asemenea, o prezență semnificativă în Europa. Familiile turcice și mongolice au și ele numeroși membri europeni, în timp ce familiile nord-caucaziene și kartveliene sunt importante în extremitatea de sud-est a Europei geografice. Limba bască din vestul lor este una izolată, fără vreo legătură genetică cu orice altă limbă, în timp ce malteza, descendenta siculo-arabei, este singura limbă semitică din Europa cu statut de limbă națională.

## Limbi indo-europene
Majoritatea limbilor europene moderne au evoluat din limba proto-indo-europeană, despre care se crede că a fost vorbită cu mii de ani în urmă. Conform ipotezei kurgane, limbile indo-europene au început să se diversifice într-o perioadă cuprinsă între 4500 și 2500 î.Hr. în stepa ponto-caspică, un spațiu ce se întinde din Moldova și Ucraina până în Rusia și vestul Kazahstanului. Limbile albaneză și greacă fac de asemenea parte din familia limbilor indo-europene, însă nu se înrudesc cu nicio altă limbă. Limbile estonă, finlandeză și maghiară aparțin subfamiliei fino-ugrice. Iar malteza este o limbă semitică, cu rădăcini arabe, în timp ce pentru limba bască nu s-a putut dovedi vreo legătură cu orice altă familie de limbi.

### Limba albaneză
Limba albaneză este una dintre cele mai vechi limbi și se vorbește în Albania, Kosovo, Macedonia, Grecia, Italia, Serbia, Muntenegru, numărând aproximativ 6,5 milioane de vorbitori. Limba albaneză este o limbă indo-europeană și este urmașă a limbii ilire. Există două dialecte oficiale ale limbii albaneze, dialectul gheg și cel tosk. Limba oficială este bazată cel mai mult pe dialectul tosk, care se vorbește în sudul Albaniei, iar dialectul gheg se vorbește mai mult în nord, în Kosovo și în Macedonia. Singura limbă care se aseamănă cu limba albaneză este româna.

### Limba armeană
Limba armeană (հայերեն, hayeren) este o limbă indo-europeană vorbită majoritar în Armenia, în Republica Nagorno-Karabah și în regiunea Javakheti din sud-vestul Georgiei, dar și minoritar de diaspora armeană în multe state ale lumii, inclusiv în România. Limba are în total în jur de șase milioane de vorbitori. Actualmente există două limbi armene, una răsăriteană, vorbită în Armenia și Iran, promovată de Academia de la Yerevan, și una apuseană, vorbită în Europa și America, promovată de Academia Mkhitaristă de la Viena. Armeana apuseană e mai apropiată ca vocabular și gramatică de armeana clasică, dar mai îndepărtată ca pronunțare. Armeana răsăriteană e mai apropiată de armeana clasică în privința pronunțării.

### Limbi baltice

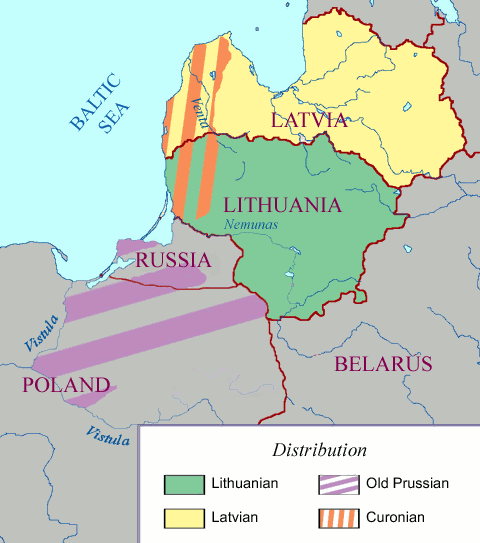
Distribuția geografică a limbilor baltice

Numărul total de vorbitori de limbi baltice nu este mai mare de cinci milioane de oameni. Acestea sunt vorbite în zona Mării Baltice – mai ales în Lituania (lituaniana, samogițiana) și Letonia (letona, latgaliana), și unele zone limitrofe din Belarus și Polonia. Samogițiana și latgaliana sunt considerate de obicei ca fiind dialecte ale lituanienei, respectiv letonei. Există, de asemenea, limbi baltice dispărute, printre care: galindiana, curoniana (secolul al XVI-lea), prusaca veche (secolul al XVIII-lea), seloniana (secolul al XVI-lea), semigaliana (secolul al XVI-lea) și sudoviana (secolul al XVII-lea).

### Limbi celtice
Irlandeza
     Scoțiana
     Manx
     Galeza
     Cornica
     Bretona

Distribuția geografică a limbilor celtice
Irlandeza
Scoțiana
Manx
Galeza
Cornica
Bretona

Limbile celtice sunt vorbite în insulele din vestul Europei de descendenții vechilor celți. În mileniul I î.e.n. aceștia ocupau tot centrul Europei. Împinși în partea de apus a continentului apoi în insulele britanice, în cele din urmă celții au fost absorbiți de romani. Singura limbă celtică de pe continent în vremea cuceririi romane (secolul I î.e.n.) era galica.
Limbile celtice (sau grupul insular al limbilor celtice, opus celui continental, dispărut) se împart în: 
- Grupul gaelic în care intră irlandeza (Irlanda), scoțiana (Scoția) și manx (Insula Man).
- Grupul britonic care cuprinde cornica (Cornwall), galeza (Țara Galilor) și bretona (Bretania).

### Limbi germanice
Islandeză
     Feroeză
     Norvegiană nynorsk
     Norvegiană bokmål
     Suedeză
     Daneză
     Scots
     Engleză
     Frizonă
     Neerlandeză
     Germană de jos
     Germană centrală
     Germană de sus

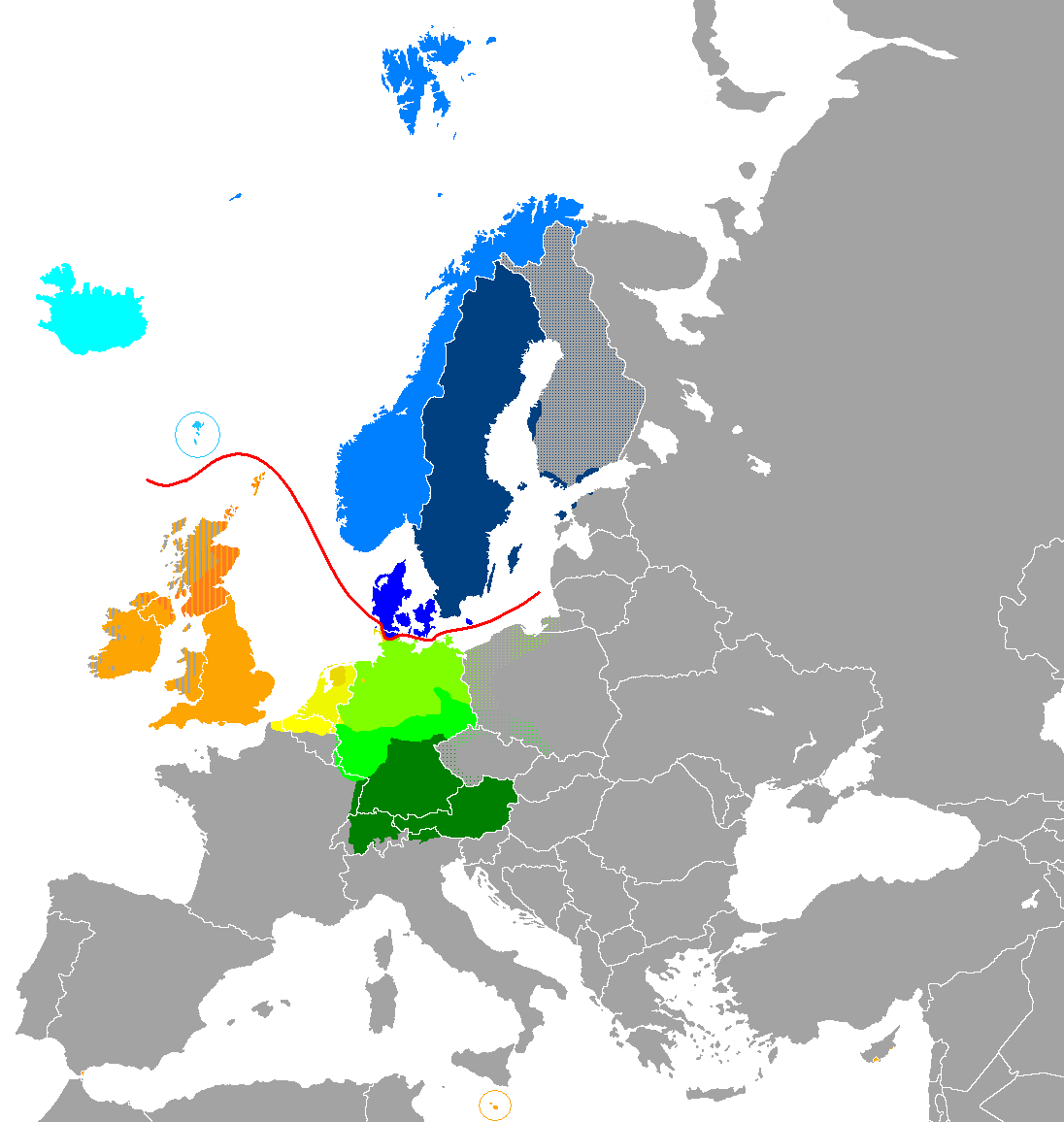
Limbi germanice de nord
Islandeză
Feroeză
Norvegiană nynorsk
Norvegiană bokmål
Suedeză
Daneză
Limbi germanice occidentale
Scots
Engleză
Frizonă
Neerlandeză
Germană de jos
Germană centrală
Germană de sus

Limbile germanice sunt vorbite, mai ales, în Europa Centrală, Europa de Nord-Vest și Nord (Germania, Austria, Elveția, nordul-estul Italiei, nord-estul Franței, Țările de Jos și Scandinavia și, de asemenea, în Marea Britanie și Irlanda, precum și de minoritatea germană și de unii membri ai comunităților evreiești care au supraviețuit în diverse țări de pe cuprinsul continentului). Între limbile germanice se disting trei mari subdiviziuni: limbi germanice nordice, occidentale și orientale. Limbile germanice nordice sunt limbile scandinave. Engleza, germana și neerlandeza sunt limbi germanice occidentale. Limbile germanice orientale au dispărut cu totul. Singurele texte germanice orientale care au supraviețuit sunt scrise în limba gotică. Limbile germanice sunt foarte diferite între ele. Contrar limbilor latine, limbile germanice nu provin dintr-o singură limbă, așadar ele nu au o sursă care să le unească de aproape sau de departe. Anumite limbi precum suedeza sau norvegiana provin dintr-o singură limbă veche numită limba nordică veche.

#### Limbi germanice occidentale
Grupul germanic occidental, spre deosebire de cel nordic, și-a pierdut unitatea inițială, așa încât astăzi diferențele între limbile care aparțin acestui grup sunt mult mai mari decât între limbile nordice (de aceea, unitatea limbilor vest-germanice a fost uneori contestată). Grupul occidental este cel mai numeros. Din el fac parte:
- Germana de sus (Hochdeutsch) sau germana propriu-zisă se vorbește în Germania, Austria, partea de nord a Elveției, Liechtenstein, Luxemburg, Tirolul de Sud, o regiune din Italia, Voievodatul Opole al Poloniei și în regiunea Alsacia din Franța. În Transilvania, prin regiunile Bistrița-Năsăud, Sibiu, Brașov se găsesc vorbitori de limbă germană (sașii), stabiliți încă din secolul al XII-lea. Întrucât folosesc diferite variante ale dialectelor germane, ei nu se înțeleg decât pe baza limbii germane literare sau a limbilor străine (româna, maghiara). Șvabii din Banat sunt tot vorbitori de limbă germană, veniți în mare parte din Austria prin secolul al XVIII-lea. Tot de germana de sus ține limba idiș, formată pe baza unui dialect al limbii germane medii și vorbită de descendenții evreilor care, în secolul al XIV-lea, au emigrat din Germania, răspândindu-se în toată Europa, apoi și în alte continente. Scrisă cu caractere ebraice, limba idiș se împarte în două grupuri: cel care ține de la Marea Baltică la Marea Neagră și cel occidental. Folosită în literatură, idiș a devenit limba internațională a evreilor răspândiți în diferite țări. Totuși, numărul vorbitorilor scade mereu ca urmare a amestecului cu populațiile în mijlocul cărora trăiesc.
- Germana medie de sus (Mittelhochdeutsch) se întinde între secolele al XII-lea și al XV-lea. Fărâmițarea imperiului feudal în secolele al XIII-lea și al XIV-lea (perioadă în care s-au format aproape 300 de principate, ducate, baronii etc.) a determinat pe plan lingvistic o diversificare dialectală foarte accentuată. Influențată puternic de cultura cavalerească franceză, limba germană împrumută în această vreme mulți termeni franțuzești.
- Germana de jos (Niederdeutsch), în faza ei veche vorbită în nordul Germaniei, s-a împărțit în două subgrupuri: 
  - vechea saxonă sau vechea germană care e atestată în prima jumătate a secolului al IX-lea prin poemul Heliand (în faza ei actuală e numită Plattdeutsch);
  - vechea franconică de jos, din care s-a format olandeza.

Limba olandeză (cunoscută în literatura de specialitate ca "neerlandeză") e vorbită de 22 de milioane de oameni din Olanda, nordul Belgiei, regiunea franceză Nord-Pas-de-Calais și din jurul orașului german Düsseldorf. In contexte belgiene și franceze, olandeza este uneori menționată ca flamandă. În Germania aceasta se numește bergheză de est. În urma expansiunii olandezilor, în secolul al XVII-lea, limba olandeză s-a extins și în afara Europei, în Africa, America, Asia, Oceania, fiind cunoscută sub cinci variante: afrikaans, amerikaans, negre-olandeza din Antilele daneze, olandeza din Indiile occidentale, olandeza din Indiile orientale.

#### Limbi germanice nordice
Limbile nord-germanice sunt vorbite în țările scandinave și includ daneza (Danemarca), norvegiana (Norvegia), suedeza (Suedia și părți din Finlanda), dalecarliana (vorbită de 3.000 de oameni din Comuna Älvdalen, Suedia), gotlandeza (vorbită pe insula suedeză Gotland), feroeza (Insulele Feroe) și islandeza (Islanda). Limba islandeză este cea mai arhaică dintre limbile scandinave. Fiind izolată în insulă (Islanda a fost populată la sfârșitul secolului al IX-lea cu coloniști aduși din vestul Norvegiei), ea s-a menținut fără schimbări esențiale până astăzi. În Norvegia există două limbi oficiale (numite bokmål și nynorsk) între care există o foarte mare concurență. O poziție mai solidă o are însă bokmål, folosită în mai mare măsură în școli, în literatură, în relațiile cu străinii.

#### Limbi anglo-frizone
Familia limbilor anglo-frizone cuprinde două mari grupuri:
- Limbile anglo-saxone descind din limba engleză veche a anglo-saxonilor și includ:
  - Engleza, limba oficială în Marea Britanie, Irlanda și Malta. În cele mai multe țări, limba engleză se învață la școală ca a doua limbă. În Marea Britanie există numeroase dialecte, în funcție de aria geografică și de diferențele culturale.
  - Scots, vorbită în Scoția și Ulster.
- Limbile frizone sunt vorbite de aproximativ 500.000 de frizoni care locuiesc pe coasta de sud a Mării Nordului, în Olanda și Germania. Aceste limbi includ frizona de vest (Frysk), saterlandeza (Seeltersk) și frizona de nord (Frasch).

### Limbi romanice
Limbi oïl: franceza, normanda, picarda, valona etc.
     Limba francoprovensală
     Limbi occitanoromanice: aragoneza, catalana și occitana
     Limbi galoitalice: emiliana-romagnol, ligurica, lombarda și piemonteza
     Limbi retoromanice: friulana, ladina și retoromana
     Limba spaniolă
     Limbi asturleoneze: asturiana, leoneza și mirandeza
     Limba galiciană
     Limba extremadurană
     Limba portugheză
Protoromână
     Română
     Istroromână
     Meglenoromână
     Aromână
Dalmată †
     Vegliotă †
     Ragusană †
Panonicoromanice †
     Panonică †
Limbile romanice sau neolatine sunt toate limbile derivate din latina vulgară (latinum vulgare). Fac parte din subfamilia italică a limbilor indo-europene. Teritoriul pe care se vorbesc astăzi limbi romanice nu coincide cu cel al Imperiului Roman. Au fost pierdute pentru romanitate mai multe zone (Panonia, Dalmația, Tracia, Grecia, Moesiile, Britania, Germania, Africa de Nord). Acestea poartă numele de Romania submersa ("scufundată") și mai păstrează uneori forme ale romanității în toponimie și vocabular. Limbile romanice sunt vorbite, constant, în Europa de Sud-Vest și Vest, în țări precum Franța, Belgia, Spania, Portugalia, Andorra, Italia, Elveția, dar și în România, Republica Moldova, în unele regiuni ale Serbiei, Macedoniei și Greciei. Există, de asemenea, o importantă diasporă italiană și portugheză în Germania, Elveția etc.
Lista de mai jos este un rezumat al limbilor romanice frecvent întâlnite în Europa:
- Aragoneza (aragonés) este recunoscută, dar nu oficial, în Aragon (Spania).
- Asturiana (asturianu) este recunoscută, dar nu oficial, în regiunea spaniolă Asturia.
- Catalana (català) este oficială în Andorra, co-oficială în regiunile spaniole Catalonia, Valencia (ca valenciană) și Insulele Baleare și recunoscută, dar nu oficial, în regiunea La Franja din Aragon. De asemenea, este vorbită în mod nativ în Catalonia de Nord (Franța), în regiunea Languedoc-Roussillon și în orașul Alghero din Sardinia, Italia (ca alghereză).
- Corsicana (corsu) este vorbită pe insula franceză Corsica și în nordul extrem al Sardiniei. Limba corsicană este în prezent un ansamblu de dialecte romanice, împărțite în două grupe dialectale principale, cismuntincu (denumire tradițională: cismontano), foarte "apropiată" de toscană, și pumuntincu (denumire tradițională: oltramontano), care prezintă caracteristici comune cu vorbitorii din Italia meridională, dar și cu Sardinia și în special limba siciliană.
- Limba emiliano-romagnolo (emiliân-rumagnōl) este o limbă galo-italică. Cele două dialecte ale sale sunt emiliana și romagnolo, vorbite în regiunea nord-italică Emilia-Romagna, în părți din Lombardia, Marche, Liguria și Toscana, dar și în San Marino.
- Franceza (français) este o limbă romanică, în care, peste latină, s-au suprapus limbile vorbite de gali și de franci. Ea aparține familiei de limbi galo-romanice. Franceza este oficială în Franța, Belgia, Luxemburg, Monaco, Elveția și Insulele Canalului.
- Franco-provensala, numită uneori "arpitană" (arpetan), beneficiază de un statut legal de protecție în regiunea Valle d'Aosta din Italia. Este vorbită, de asemenea, în văile montane ale Provinciei Torino, în două comunități din Provincia Foggia, în regiunea Romandia din vestul Elveției și în partea est-centrală a Franței. Cu doar 137.000 de vorbitori nativi, limba este în pericol de dispariție.
- Friulana (furlan) este vorbită în provincia italiană Udine, inclusiv zona Alpilor Carnici, și pe scară largă în toată Provincia Pordenone, în jumătate din Provincia Gorizia și în partea de est a Provinciei Veneția.
- Galiciana (galego), înrudită cu portugheza, este co-oficială în Galicia, Spania.
- Italiana (italiano) se trage din limba latină, vorbită în antichitate în Latium, regiune din centrul Italiei, unde se află capitala Roma. Cuceririle romane au răspândit rapid limba latină în Italia și în provinciile imperiului. Odată cu primele încercări de literatură s-a format limba latină literară și limba latină vulgară, adică cea vorbită de popor și de soldații imperiului. Astăzi, limba italiană este descendenta latinei vulgare și este limba oficială în Italia, San Marino, Elveția, Vatican și Istria (în Croația și Slovenia).
- Ladina (a nu se confunda cu latina) este vorbită în provinciile din nordul Italiei Tirolul de Sud, Trentino și Belluno. Este o limbă recunoscută oficial în Trentino și Tirolul de Sud prin legile provinciale și naționale.
- Latina este clasificată de obicei ca o limbă italică din care se trage subgrupul limbilor romanice. Este dispărută ca limbă vorbită, dar este folosită pe scară largă ca limbă liturgică de către Biserica Romano-Catolică și studiată în multe instituții de învățământ. Este, de asemenea, limba oficială a Sfântului Scaun (dar nu și a statului Vatican). Latina a fost limba principală a literaturii, științelor și artelor vreme de secole și a influențat în mare măsură toate limbile europene.
- Leoneza este recunoscută în regiunea autonomă spaniolă Castilia și León.
- Mirandeza (mirandés) este recunoscută oficial de către Parlamentul portughez.
- Normanda (normaund) este deseori menționată ca limbă de sine stătătoare sau un dialect al francezei standard cu propriul său caracter regional. Ea poate fi clasificată ca una dintre cele trei limbi oïl, alături de picardă și valonă. Folosirea ei este recunoscută în Insulele Canalului, reminiscențe ale vechiului Ducat de Normandia, iar din 2008 se numără printre limbile regionale recunoscute de Constituția franceză.
- Napoletana (napulitano) este o limbă vorbită în mare parte din sudul Italiei continentale, inclusiv orașul Napoli.
- Occitana este vorbită în principal în Franța, dar este recunoscută oficial numai în Spania ca una dintre cele trei limbi oficiale ale Cataloniei (numită aici araneză) și în Italia ca limbă minoritară. Folosirea ei a fost redusă drastic din cauza promovării de facto a limbii franceze.
- Picarda (picard) este vorbită în două regiuni din nordul îndepărtat al Franței – Nord-Pas-de-Calais și Picardia – și în părți din regiunea belgiană Valonia. Comunitatea franceză din Belgia a conferit recunoaștere oficială completă picardei ca limbă regională.
- Piemonteza (piemontèis) este o limbă vorbită de peste un milion de oameni în regiunea Piemont din nord-vestul Italiei. Este din punct de vedere geografic și lingvistic inclusă în grupul italian de nord (alături de lombardă, emiliano-romagnolo, ligurică și venețiană). Are un anumit statut oficial recunoscut de guvernul regional din Piemont, dar nu și de guvernul național.
- Portugheza (português) face parte din grupul limbilor ibero-romanice care a evoluat din mai multe dialecte ale latinei vulgare în timpul regatului medieval Galicia. Este limbă oficială în Portugalia.
- Româna este oficială în România, Republica Moldova și Voivodina (Serbia), dar este vorbită și în valea Timocului (Serbia) și în Bucovina de nord, Podolia și Bugeac (Ucraina). Se estimează că limba română este vorbită de 23 de milioane de oameni, atât în România, cât și în afara granițelor sale. Până în secolul al XIX-lea, limba română folosea alfabetul chirilic, dar ulterior a trecut la cel latin. Limbi foarte asemănătoare din punct de vedere al lexicului cu româna sunt aromâna (are statut oficial în anumite localități din Macedonia, dar este vorbită mai ales în Grecia de nord-vest), megleno-româna (vorbită în câteva sate din regiunea Meglen, la granița dintre Grecia și Macedonia) și istro-româna (vorbită în câteva sate și cătune din Peninsula Istria).
- Romanșa (rumantsch) este vorbită predominant în Cantonul Grisunilor din sud-estul Elveției, unde are statut oficial alături de germană și italiană.
- Sarda (sardu) este o limbă vorbită pe insula italiană Sardinia. Divizată în două variații dialectale principale – logudoreza, vorbită în nord, și campidaneza, vorbită în sud – aceasta este considerată a fi una dintre cele mai conservatoare limbi în ceea ce privește fonologia, în comparație cu alte limbi romanice. Sarda este recunoscută oficial ca una dintre cele 12 limbi minoritare istorice ale Italiei prin legea națională. Cu toate acestea, în practică, ea încă suferă de o lipsă de promovare la nivel instituțional și este mult eclipsată de limba italiană.
- Siciliana (sicilianu) este o limbă vorbită în Sicilia și insulele sale. Este vorbită, de asemenea, în sudul și centrul Calabriei (unde este numită calabreză), în părțile sudice ale Apuliei, în Salento (unde este cunoscută ca salentină) și în Campania, în Peninsula Italică, unde este numită cilentană.
- Spaniola (español) este limba oficială a Spaniei. Limba descinde din latina populară și a fost adusă de coloniștii și soldații Romei, dar, în timp, vocabularul a cunoscut puternice influențe arabe, precum și însemnate contribuții ale triburilor locale. Limba spaniolă modernă s-a desprins din dialectul castilian, odată cu secolul al XIII-lea, în mare parte datorita importanței politice pe care o avea regiunea Castilia la acea vreme.

### Limbi slave

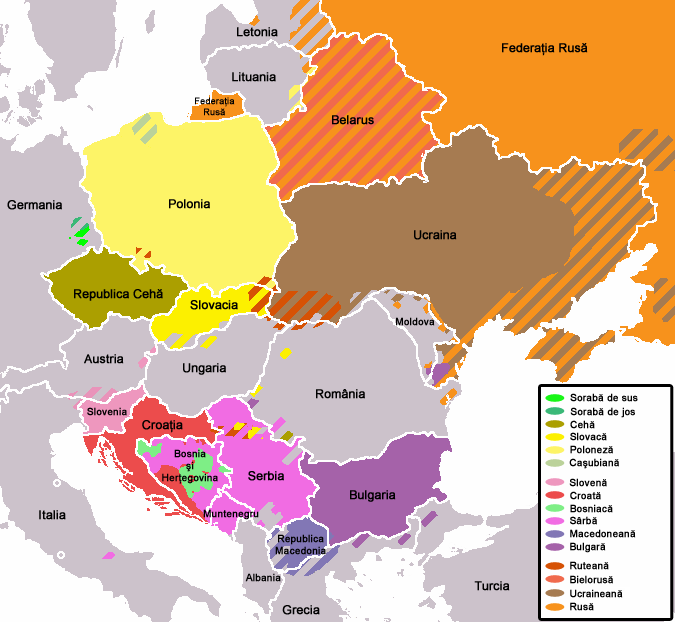
Distribuția geografică a limbilor slave

Familia de limbi slave cuprinde 13 limbi naționale, cinci limbi subnaționale și trei limbi dispărute. Cele 18 limbi vii sunt vorbite de peste 315 milioane de oameni în Europa și în Eurasia. În lingvistică, limbile slave se împart în mai multe grupe:
- limbi slave occidentale: cașuba, ceha, polaba (dispărută la începutul secolului XIX),[4] poloneza, sileziana, slovaca, slovinciana (dispărută în anii 1950),[5] soraba de jos și soraba de sus;
- limbi slave orientale: bielorusa, rusa (cea mai mare comunitate lingvistică din Europa), ruteana și ucraineana;
- limbile slave de sud sunt divizate în:
  - limbile slave de sud-vest includ sârbo-croata și slovena, fiecare cu numeroase dialecte distincte. Sârbo-croata prezintă patru variante naționale diferite, bosniaca, croata, muntenegreana și sârba, toate având la bază dialectul est-herțegovinesc. În perioada Iugoslaviei socialiste, această limbă era considerată unică, drept simbol al unității țării. Singura diferență admisă oficial era existența a două varietăți: estică (vorbită în Bosnia și Herțegovina, Muntenegru și Serbia, atât cu accent ekavian, cât și cu accent ijekavian) și vestică (vorbită în Croația, doar cu accent ijekavian).[6] Celelalte limbi vorbite în Iugoslavia, macedoneana și slovena, nu au fost niciodată considerate ca aparținând limbii sârbo-croate.
  - limbile slave de sud-est includ bulgara, macedoneana și slava veche (o limbă liturgică).

### Dialecte elenice
- Greaca este limba oficială a Greciei și Ciprului, însă există enclave vorbitoare de greacă și în Albania, Bulgaria, Italia, Macedonia și alte țări din sud-estul Europei. Dialectul demotic (dimotiki) este adesea considerat sinonim cu neogreaca, însă sinonimia lor este departe de a fi perfectă. Demotica se referă la limba ce a evoluat în mod firesc din koiné, limbajul ionic colocvial al grecilor, iar neogreaca (greaca modernă standard) este, de fapt, o fuziune între demotică și puristă (catarevusa).
- Capadociana (kappadokiki) este dialectul ionic demotic al limbii grecești, cu lexic, formule și pronunțări parțial turcești, odinioară vorbit în Anatolia, de unde vorbitorii au fost expulzați spre Grecia de Nord în anii 1920.
- Griko, un dialect doric al limbii grecești, este vorbit în sudul regiunii Calabria și în regiunea Salento din Italia sudică.
- Pontica (pontiki) este dialectul ionic al limbii grecești vorbit odinioară pe litoral de jur împrejurul Mării Negre, îndeosebi în Crimea, Dobrogea, Bulgaria și Turcia ; în decursul sec.XX vorbitorii au ajuns treptat în Nordul Greciei și la Atena.
- Țaconica (tsakonika), alt dialect doric al limbii grecești, este vorbit în sudul regiunii Arcadia a Peninsulei Peloponez, în jurul localității Leonidi.

### Limbi indo-ariene
Între limbile indo-ariene se numără limba romani – vorbită de către o bună parte a romilor aflați ca minoritate în numeroase țări europene; de asemenea, urdu, hindi, marathi, bengali, malayalam și alte limbi și dialecte ale diasporei indo-pakistaneze din Marea Britanie. Limba romani este singura limbă indo-ariană care a fost vorbită exclusiv în Europa începând cu Evul Mediu și a cărei vocabular și gramatică este legată de limba sanscrită.

### Limbi iraniene
Limbi iraniene ca, de exemplu, persana și kurda sunt vorbite de minorități imigrate în ultimele decenii, mai ales în țări germanofone și Franța, iar osetina este vorbită de un popor din Caucaz.

## Limbi din afara familiei indo-europene

### Limba bască
Limba bască este vorbită de aproximativ 468.000 de oameni din Țara Bascilor și Navarra, în nordul Spaniei, dar și de alte câteva mii din sudul Franței. Basca este singura limbă izolată din Europa, neînrudită cu nicio altă limbă vorbită pe continent (se pare că este una din cele mai vechi limbi de pe continent, dacă nu cea mai veche). Motivul ar putea fi poziția sa geografică. Oamenii basci au trăit mereu în izolare din cauza munților și coastelor. În acest fel, limba a supraviețuit chiar și după invazia indo-europeană. Termenul "basc" provine din latinescul vascones. Bascii se autonumesc Euskaldunak, adică cei ce vorbesc basca. Asta arată cât de mult se identifică cu limba lor, Euskara. Euskara a fost transmisă în primul rând pe cale orală, timp de secole. Prin urmare, există doar câteva surse scrise. Limba încă nu este complet standardizată. Cei mai mulți basci sunt bilingvi sau multilingvi. Dar păstrează, de asemenea, limba și cultura bască.

### Limbi kartveliene

Grupuri etnolingvistice în regiunea Caucaz

Familia limbilor sud-caucaziene, numite și kartveliene, cuprinde georgiana și limbile înrudite, svan, mingreliana și laz. Georgiana este vorbită preponderent în țara de la care își ia și numele, precum și de alte grupuri din Turcia, Ucraina, Azerbaidjan, Iran sau Israel. Familia limbilor kartveliene este considerată una izolată și, deși este deseori grupată cu limbile nord-caucaziene, între cele două nu există nicio legătură lingvistică.

### Limbi nord-caucaziene
Limbile nord-caucaziene (uneori numite simplu "caucaziene", în contrast cu cele kartveliene, și pentru a evita confuzia cu conceptul de "rasă caucaziană") este un termen generic pentru două familii de limbi vorbite în principal în Caucazul de Nord și Turcia. Termenul de limbi caucaziene are în vedere numai răspândirea geografică a limbilor cuprinse sub acest nume.
- Grupa occidentală a limbilor caucaziene cuprinde abhaza, abaza, limba adighee, kabardina și ubiha (dispărută).
- Grupa veinahă (batbiko-kistină), din care fac parte limbile cecenă, ingușă, batbikă și kistină; termenul veinah înseamnă "poporul nostru".

### Limbi fino-ugrice

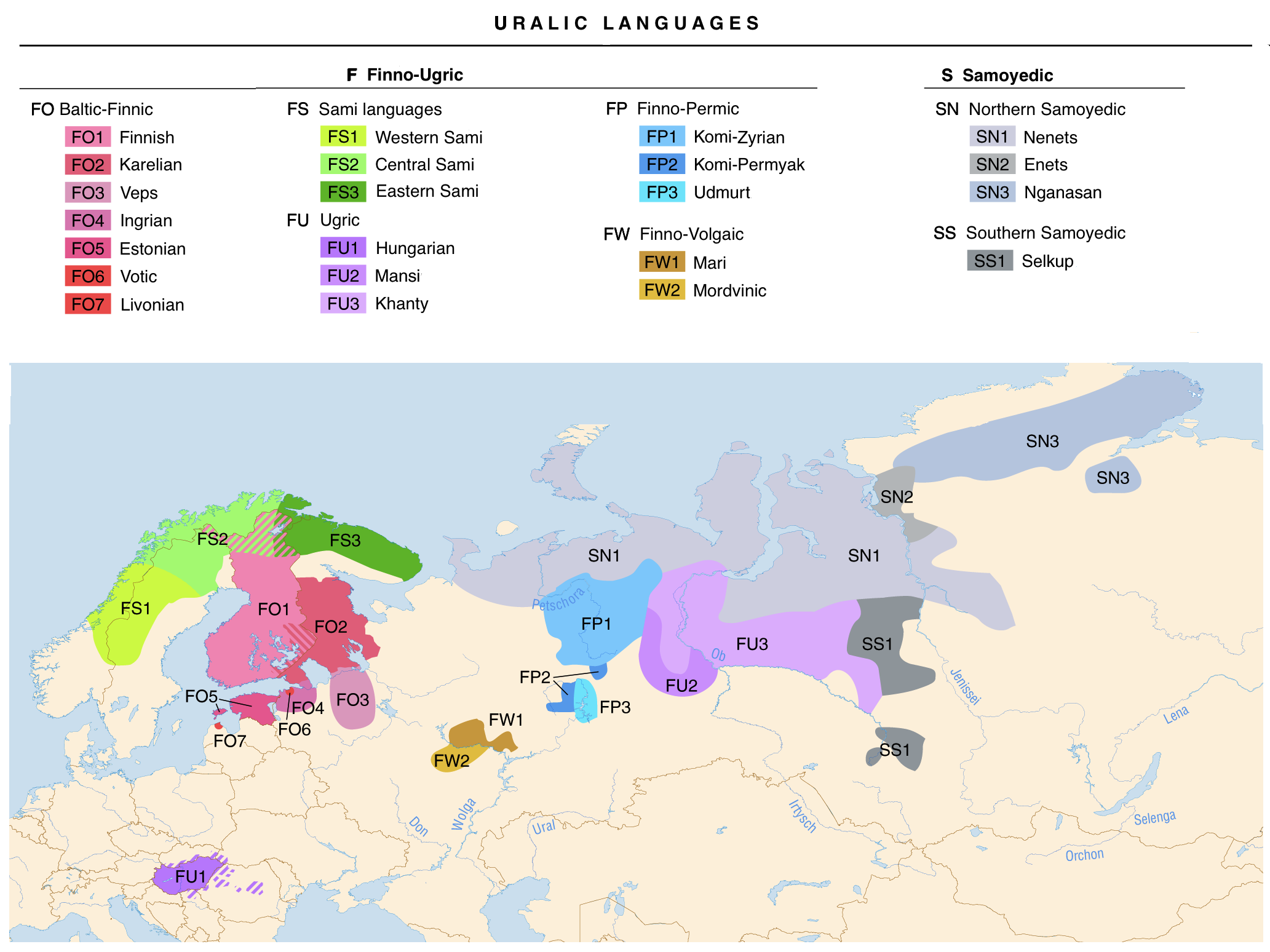
Harta lingvistică a limbilor uralice

Familia limbilor fino-ugrice se împarte în două ramuri: ramura ugrică și ramura finică. Din ramura ugrică fac parte limbile maghiară, mansi și hanti. Din ramura finică menționăm limbile: finlandeză, estonă, limbile sami vorbite de laponi în nordul țărilor scandinave, vepsă și isuri, vodă și levonă, limbile komi-permiană și komi-siriană, limbile mordvine (ersa și moksa), limba mari răsăriteană de câmpie, mari de munte și udmurtă.

### Limbi turcice

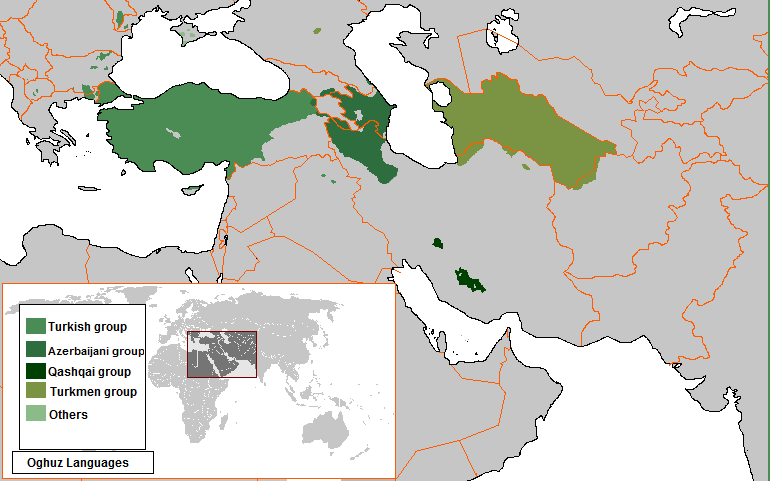
Distribuția geografică a limbilor oguze

- Limbile oguze în Europa includ turca, vorbită în principal în Turcia (72,9 milioane), Bulgaria (810.000), Cipru (175.000), Grecia (300.000), România (30.000) și de emigranții turci din Uniunea Europeană (3–4 milioane); azera, vorbită în Azerbaidjan și Daghestan; și găgăuza, vorbită în Găgăuzia.
- Limbile kipchak în Europa includ tătara crimeeană, vorbită în Crimeea; tătara, vorbită în Tatarstan; bașchira, vorbită în Bașchiria; și kazaha, vorbită în Kazahstan. Alte limbi kipchak includ karaim, krimchak și cumuca.
- Limbile ogure au fost indigene pentru mare parte din Europa de Est, însă cele mai multe dintre ele au dispărut astăzi, cu excepția ciuvașei, care se vorbește în Ciuvașia.

### Limbi mongolice
Limbile mongolice își au originea în Asia, iar cele mai multe nu au proliferat către vest, în Europa. Kalmica este vorbită în Republica Kalmikia, parte a Federației Ruse, și este, prin urmare, singura limbă mongolică nativă vorbită în Europa.

### Limbi semitice
Familia limbilor semitice e reprezentată de limba malteză, oficială în Malta, și de limba arabă vorbită de minorități numeroase de istorie recentă în Franța, Olanda, Spania, precum și de imigranți arabofoni în Marea Britanie, Suedia și alte țări occidentale. Există și o diasporă somaliană și etiopiană în Italia, Franța, Olanda etc.

### Altele
Datorită imigrației din fostele colonii, există și comunități vorbitoare de limbi africane din familia limbilor hamitice, sudaneze, bantu (de pildă, în Franța și Marea Britanie) sau a limbilor malaio-polineziene – de exemplu, în Olanda, Franța, Marea Britanie.
În unele orașe occidentale există cartiere populate de vorbitori de limbi din familia sino-tibetană – mai ales chinezi și vietnamezi (de pildă, în Franța și Regatul Unit) – sau comunități bilingve de imigranți vorbitori de limbi amerindiene, în Spania.

## Legături externe
- Everson, Michael (2001). „The Alphabets of Europe”. evertype.com. Accesat în 19 martie 2010.
- Haarmann, Harald (2011). „Europe's Mosaic of Languages” (în engleză). Institutul European de Istorie. Accesat în 2 noiembrie 2011.
- Reissmann, Stefan; Argador, Urion (2006). „Luingoi in Europa” (în esperanto, engleză, și germană). Reissmann & Argador. Arhivat din original la 22 iunie 2009. Accesat în 2 noiembrie 2009.
- Zikin, Mutur (2007). „Europako Mapa linguistikoa” (în bască). muturzikin.com. Accesat în 2 noiembrie 2009.